# Euglossa flammea
Euglossa flammea là một loài Hymenoptera trong họ Apidae. Loài này được Moure mô tả khoa học năm 1969.